# 신이타바시역
신이타바시역(일본어: 新板橋駅, しんいたばしえき)은 일본 도쿄도 이타바시구에 있는 철도역이다.

## 역 구조
섬식 승강장 1면 2선의 지하역.
니시타카시마다이라 방면에 인상선이 있고 미타・메구로 방면의 시발 열차가 유치한다. 2014년 3월 15일의 다이어 개정에 의하여 당역 종착의 막차 1편성이 부활했다.

### 승강장
| 1 | 도영 지하철 미타 선 | 오테마치·메구로·히요시 방면 |
| 2 | 도영 지하철 미타 선 | 니시타카시마다이라 방면     |

## 역 주변
승강장의 바로 위에는 국도 제17호선과 수도 고속 5호 이케부쿠로 선이 달리고 있다.

### A1 출구
- 도쿄 국제 프랑스 학원
- 가구 연금 회관

### A2 출구
- 동일본 여객철도(JR동일본) 사이쿄 선 이타바시역
- 야치요 은행 이타바시 지점

### A3 출구
- 도부 도조 본선 시모이타바시 역
- 미쓰비시 도쿄 UFJ 은행 이타바시 지점・신이타바시 지점
- 도쿄 도립 기타조노 고등학교

## 역사
- 1968년 12월 27일: 영업 개시.
- 1978년 7월 1일: 6호선을 미타 선으로 노선명 변경.

## 인접한 역
| 도쿄 도 교통국 미타 선      | 도쿄 도 교통국 미타 선 | 도쿄 도 교통국 미타 선                            |
| --------------------------- | ---------------------- | ------------------------------------------------- |
| I 16 니시스가모 메구로 방면 | 미타 선                | 이타바시쿠야쿠쇼마에 I 18 니시타카시마다이라 방면 |